# Labroma horrens
Labroma horrens là một loài bọ cánh cứng trong họ Bọ hung (Scarabaeidae).